# Cécile Boyer-Runge
Cécile Boyer-Runge est une éditrice et autrice française née le 24 novembre 1962 à Boulogne-Billancourt.

## Biographie

### Jeunesse et études
Cécile Boyer-Runge naît le 24 novembre 1962 à Boulogne-Billancourt, dans les Hauts-de-Seine,. Son père, Dominique Boyer, est inspecteur des finances et administrateur de sociétés. Sa mère est Hélène Boyer, née Le Quesne. 
Elle étudie au lycée Pierre-Corneille à La Celle-Saint-Cloud et au lycée Henri IV, dans le 5e  arrondissement de Paris. Elle est diplômée de l'Institut d'études politiques (IEP) de Paris et de l'ESSEC Business School, une grande école de commerce et de gestion française,. 

### Carrière professionnelle

#### Hachette Livre
Cécile Boyer-Runge commence sa carrière dans l’édition en 1992 au sein du groupe Hachette Livre. Elle entre comme chargée de mission à la direction générale, puis est nommée directrice marketing livres pratiques et guides de tourisme en 1996. Elle dirige également Audiolib, la ligne de livres audios. Elle devient directrice d'Hachette Tourisme en 2000 et cosigne notamment plusieurs guides dont les Guide bleu.

#### Le Livre de Poche
En 2005, Cécile Boyer-Runge rejoint Le Livre de Poche comme directrice générale. Elle en part en 2013, après avoir présidé la célébration des 60 ans de la marque. 

#### Robert Laffont et Editis
En janvier 2014, elle succède à Leonello Brandolini comme présidente directrice générale des éditions Robert Laffont, l’une des principales maisons d’édition de littérature générale, filiale du groupe Editis,,,. 
En octobre 2020, Editis, dirigé par Michèle Benbunan, fusionne Robert Laffont, Place des éditeurs et Le Cherche midi dans un pôle unique de littérature générale rassemblant six maisons d’édition. Cécile Boyer-Runge est nommée secrétaire générale adjointe, sous la direction de Jean Spiri. C’est Sophie Charnavel qui prend sa suite chez Robert Laffont. 

#### Points
En octobre 2021, elle devient directrice générale des éditions Points, filiale du Seuil, appartenant au groupe Média-Participations. Selon le communiqué de Vincent Montagne, président de Media-Participations, sa « nomination coïncide avec le prochain retour en interne de la diffusion et de la distribution des catalogues adulte du Seuil et de La Martinière. »,
En juin 2024, elle intègre le bureau du Syndicat national de l’édition, présidé par Vincent Montagne.